# Hauptsache Bären!
Hauptsache Bären! (Originaltitel: Bears love me!) ist ein 2019 erschienener niederländischer Familienfilm von Eva M.C. Zanen.

## Handlung
Hauptperson ist die achtjährige Jip, die mit ihrer Familie – zwei älteren Schwestern, Mutter und Vater – eine Wohnmobilreise in den USA unternimmt. Jip freut sich vor allem darauf, im Nationalpark richtige Bären zu sehen, ihre absoluten Lieblingstiere. Sie zeigt sich von Anfang an als Führungspersönlichkeit, plant die Reise als Expedition unter ihrer Leitung detailliert durch und verteilt Aufgaben an die anderen.
Kurz nach Fahrtantritt mit dem gemieteten großen Wohnmobil stellt sich heraus, dass der Vater beim Fahren Panikattacken bekommt. Die Mutter hat sich von Anfang an geweigert, ein so großes Fahrzeug zu steuern. So verbringen sie vorläufig einige Tage auf einem Campingplatz, während sie Jip vertrösten. Schließlich fassen die Eltern den Entschluss, das Wohnmobil vom Vermieter abholen zu lassen und die Reise in einen schlichten Strandurlaub umzuwandeln.
Jip ist maßlos enttäuscht, da sie nun nicht wie versprochen Bären sehen wird. Auf eine schnippische Bemerkung ihrer Mutter, wenn ihr das nicht gefalle, solle sie sich halt bessere Eltern suchen, packt sie nachts heimlich ihren kleinen Koffer und versteckt sich im Wohnmobil einer anderen Familie, von der sie weiß, dass sie in den Nationalpark will. Als sie entdeckt wird und der Polizei übergeben werden soll, schlüpft sie unbemerkt in ein anderes Fahrzeug. Das wiederholt sich mehrere Male, wobei Jip sich stets sehr entschlossen und selbstständig zeigt.
Schließlich fährt sie auf der Ladefläche eines Pickups eines älteren Ehepaars mit und findet dort ein Gewehr. Sie bekommt Angst, es mit Jägern zu tun zu haben, und ruft erstmalig über das mitgenommene Handy ihrer Schwester die hocherfreuten Eltern an, doch fällt ihr das Handy während des Gesprächs aus der Hand und bleibt auf der Straße liegen.
Ihre Familie kann das Handy orten und fährt los, nun doch mit der Mutter am Steuer. Nachdem sie das Handy gefunden haben, entdecken sie, dass Jip ab da eine Spur mit persönlichen Gegenständen aus ihrem Koffer gelegt hat, die sie zu einer einsamen Jagdhütte bringt. Dort wurde Jip eingeschlossen, ohne böse Absicht, nur damit sie nicht wieder ausrückt. Nach kurzer Klärung mit den Bewohnern ist die Familie wieder zusammen und setzt den Wohnmobilurlaub wie geplant fort.
Als Jip am letzten Tag vor der Heimreise in ihr Expeditionstagebuch schreibt, dass es leider doch keine Bären zu sehen gab, muss die Mutter scharf bremsen: Direkt vor ihnen schlendert ein Braunbär über die Straße.

## Hintergrund
Der Originaltitel entstammt einer trotzigen Erwiderung Jips auf den Hinweis, ein lebender Bär könne sie bei einer ungeschützten Begegnung ohne Weiteres töten.

## Kritik
Das Lexikon des internationalen Films vergibt vier von fünf Sternen. Es urteilt: „Liebenswerter und turbulenter Kinder-Abenteuerfilm, der abwechslungsreich inszeniert ist und immer wieder Überraschungen bereithält. Die Auseinandersetzung mit dem Druck, verschiedene Bedürfnisse innerhalb einer Familie zu berücksichtigen, lotet zwar nicht allzu tief, hebt den Film aber dennoch übers Niveau unverbindlicher Unterhaltung.“ und empfiehlt den Film ab 8 Jahren.